# Nyeri (distrikt)
Nyeri är ett av Kenyas 71 administrativa distrikt, och ligger i provinsen Central. År 1999 hade distriktet 661 156 invånare. Huvudort är Nyeri, som också är provinshuvudstad.